# Дворище (Хойникский район)
Дво́рище (бел. Дво́рышча) — деревня в Судковском сельсовете Хойникского района Гомельской области Республики Беларусь.

## География
В 5 км на юго-запад от районного центра Хойники и железнодорожной станции в этом городе, расположенной на ветке Василевичи — Хойники, отходящей от линии Брест — Гомель, в 108 км от Гомеля.

## Транспортная система
Транспортная связь по просёлочной, а затем по автодороге, которая идёт от Хойники. В деревне 103 жилых дома (2021). Планировка состоит из длинной, двухсторонне застроенной улицы, ориентированной с юго-запада на северо-восток, и нескольких коротких прямолинейных улиц с односторонней застройкой. Жилые дома преимущественно деревянные, усадебного типа.

### Улицы
- Восточный переулок
- Заслонова
- Комсомольская
- Советская
- Школьная

## История
По письменным источникам деревня известна с весны 1590 года в составе Остроглядовского имения пана Щастного Харлинского, которое находилось в Киевском воеводстве Королевства Польского. После Харлинских, с 1627 года и до реформенного периода Дворище принадлежало тем же владельцам, что и Хойники с Остроглядами, то есть панам Абрамовичу, Брозовскому, князьям Шуйским, панам Прозорам. С 1793 года — в составе Речицкого уезда Черниговского наместничества, с 1797 года — Минской губернии Российской империи. В пореформенный период деревня относилась к Хойникской волости Речицкого уезда Минской губернии. В 1879 году обозначена в числе селений Хойникского церковного прихода. В 1897 году в деревне находились церковь, школа грамоты, хлебозапасный магазин.
С 8 декабря 1926 года — центр Дворищанского сельсовета Хойникского района Речицкого, с 9 июня 1927 года — Гомельского округов, с 20 февраля 1938 года — Полесской, с 8 января 1954 года — Гомельской областей.
В 1930 году в деревне работали 2 кузницы, шерстечёска. Организованы колхозы «Свобода» и "Имени К.Я. Ворошилова".
Во время Великой Отечественной войны на фронтах и в партизанской борьбе погибли 173 жителя деревни. Деревня освобождена 24 ноября 1943 года.
До Великой Отечественной войны в состав Дворищанского сельсовета входила деревня Зелёный Гай, которую в июне 1943 года немецкие оккупанты сожгли, убив 102 жителя и уничтожив 25 домов с хозяйственными строениями. Деревня, после войны, не отстраивалась. Память о уничтоженной деревне увековечена в мемориальном комплексе «Хатынь».
В 1959 году деревня находилась в составе совхоза «Судково» с центром в деревне Судково. В Дворищах размещались: отделение Сельхозтехники, комбинат бытового обслуживания, средняя школа, Дом культуры, библиотека, фельдшерско-акушерский пункт, отделение связи, магазин.
До 31 декабря 2009 года — центр Дворищанского сельсовета, переименованного в Судковский.

## Население
- 1850 год — 520 жителей, 80 дворов
- 1885 год — 620 жителей
- 1897 год — 918 жителей, 150 дворов (согласно переписи)
- 1908 год — 1088 жителей, 183 двора
- 1930 год — 1338 жителей, 247 дворов
- 1959 год — 1700 жителей (согласно переписи)
- 1997 год — 491 житель[4], 255 дворов
- 2004 год — 436 жителей, 182 двора
- 2021 год — 258 жителей, 103 хозяйства

## Культура
- Дворищанский сельский клуб — Филиал ГУК "Хойникский районный Дом культуры"

## Достопримечательности
- Памятник погибшим жителям в годы Великой Отечественной войны (1975)

## Известные лица
- Пинчук, Николай Титович (род. 1904) — морской офицер